# Servicio Exterior de los Estados Unidos
El Servicio Exterior de los Estados Unidos (en inglés: United States Foreign Service) es el principal sistema de personal utilizado por el servicio diplomático del gobierno federal de los Estados Unidos, bajo los auspicios del Departamento de Estado de los Estados Unidos. Está formado por más de 13.000 profesionales que llevan a cabo la política exterior de los Estados Unidos y ayudan a los ciudadanos estadounidenses en el extranjero.
Creado en 1924 por la Ley Rogers, el Servicio Exterior combinó todos los servicios consulares y diplomáticos del gobierno de los Estados Unidos en una sola unidad administrativa. Además de la función de la unidad, la Ley Rogers definió un sistema de personal según el cual el Secretario de Estado de los Estados Unidos está autorizado a asignar diplomáticos al extranjero.
Los miembros del Servicio Exterior son seleccionados mediante una serie de exámenes orales y escritos. Prestan servicios en cualquiera de las 265 misiones diplomáticas de los Estados Unidos en todo el mundo, incluidas embajadas, consulados y otras instalaciones. Los miembros del Servicio Exterior también trabajan en las sedes de las cuatro agencias de asuntos exteriores: el departamento de Estado, con sede en el edificio Harry S. Truman en el vecindario Foggy Bottom de Washington D.C.; el departamento de Agricultura; el departamento de Comercio; y la Agencia de los Estados Unidos para el Desarrollo Internacional.
El Servicio Exterior está dirigido por un director general designado por el presidente de los Estados Unidos, con el asesoramiento y consentimiento del Senado. El director general es tradicionalmente un funcionario del Servicio Exterior actual o anterior. El Congreso creó el cargo de director general mediante la Ley del Servicio Exterior de 1946.